# Les Enfants de Caïn (film)
Pour plus de détails, voir Fiche technique et Distribution.
Les Enfants de Caïn est un film français réalisé en 1968 par René Jolivet et sorti en 1970.

## Fiche technique
- Titre : Les Enfants de Caïn
- Autre titre : La jungle est sans pitié
- Réalisation : René Jolivet
- Scénario : René Jolivet
- Montage : Claude Ventura
- Producteur délégué : José Bénazéraf
- Production : Les Productions du Chesne
- Pays d'origine :  France
- Durée : 86 minutes
- Date de sortie : 1970

## Distribution
- Nancy Holloway
- Roland Lesaffre
- Hans Meyer
- Jean Vinci
- Loulou Legrand